# Özgür
Özgür  è un nome proprio di persona turco maschile e femminile.

## Origine e diffusione
Il nome riprende il termine turco omonimo che significa "libero". Ha quindi lo stesso significato del nome italiano Libero.
In Turchia, Özgür risultava ai margini della Top 20 dei nomi maschili più diffusi nel 1980, ma la sua popolarità andò progressivamente in calo, tanto che già dieci anni dopo non rientrava tra i 50 nomi più diffusi e nel 2007 si posizionava al 99º posto. In Germania, dove vi è una forte presenza di popolazione di origine turca, il nome ha raggiunto la sua posizione massima nella classifica dei nomi maschili più diffusi nel 2007, quando stazionava al 62º posto.

## Onomastico
Il nome è adespota, non essendo portato da alcun santo. L'onomastico si può festeggiare il 1º novembre, giorno in cui cade la festa di Ognissanti.

## Persone

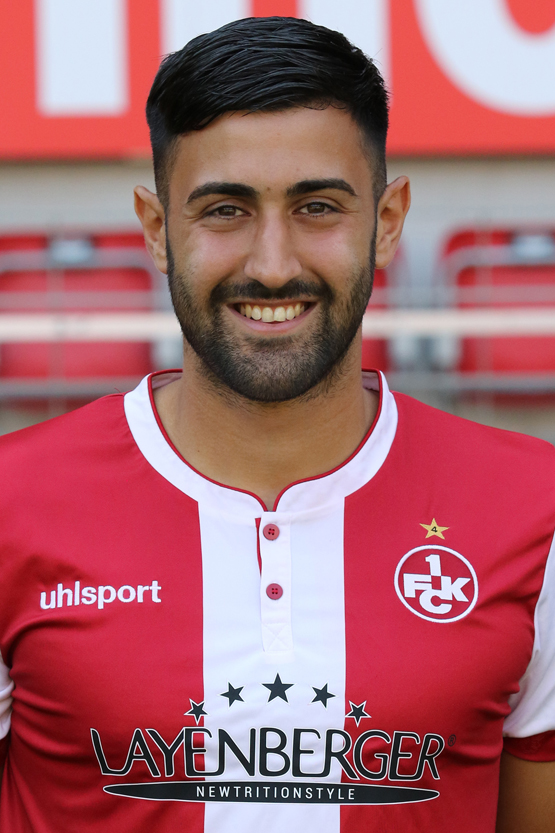
Özgür Özdemir

### Maschile
- Özgür Çek, calciatore turco
- Özgür Özberk, attore, regista, sceneggiatore e produttore cinematografico turco
- Özgür Özdemir, calciatore turco
- Alp Özgür Yaşin, attore turco

## Il nome nelle arti
- Özgur Atasoy è il protagonista maschile della serie televisiva turca Mr. Wrong - Lezioni d'amore (Bay Yanlış), interpretato dall'attore Can Yaman.[8]